# 甘青大戟
甘青大戟（学名：Euphorbia micractina）为大戟科大戟属的植物。分布于喜马拉雅、克什米尔、巴基斯坦以及中国大陆的山西、青海、河南、宁夏、四川、陕西、新疆、甘肃、西藏等地，生长于海拔1,500米至2,700米的地区，常生于林缘、草甸、山坡或沙石砾地区，目前已由人工引种栽培。

## 别名
疣果大戟（西藏植物志）

## 异名
- Euphorbia tangutica (Proch.) W. T. Wang